# 萬德雷·科代羅·利馬
萬德雷·科代羅·利馬（Vanderlei Cordeiro de Lima，1969年8月11日—）是巴西長跑運動員，主要參加馬拉松競賽。
他在2004年夏季奧運會男子馬拉松比賽中遭到愛爾蘭牧師尼爾·霍蘭（Neil Horan）攻擊，当时比赛已进行至35公里，他处于明显的领先位置。由于这一事故他最後仅獲得銅牌。後來，他因優異體育精神被授予皮埃爾·德·顧拜旦獎章。
他的職業生涯的另一亮點是東京國際馬拉松和漢堡馬拉松冠軍，於1995年獲得南美越野賽冠軍，並於1999年和2003年連續贏得泛美運動會馬拉松金牌，2009年退役。
他在2016年夏季奧運會開幕式點燃奧林匹克聖火。

## 外部連結
- 萬德雷·科代羅·利馬在的頁面